# Ricardo Antonio Casas
Ricardo Antonio Casas Bagnoli (Montevideo, 20 de abril de 1955) es un cineasta uruguayo, documentalista, director y productor de cine.

## Biografía
Cursó sus estudios primero en la escuela pública, y luego en un liceo privado católico, logrando habilitación para iniciar estudios terciarios de medicina, lo que no concretó. Comenzó a tomar clases de cine en 1973 con el ingeniero Miguel Castro. Participó en los cursos de cine de Cinemateca Uruguaya desde 1975, integrando el Departamento de Producción entre 1979 y 1982.
Realizó varios cortometrajes en cine y vídeo: Apenas una ilusión (1977), Liliana (1978), y algunos cortos promocionales de Cinemateca Uruguaya, básicamente en las tareas de producción. En el largometraje de ficción Mataron a Venancio Flores, Uruguay 1982, realizó tareas de apoyo.
Su primer documental fue Donde había la pureza implacable del olvido, en 1998, sobre el músico uruguayo Eduardo Darnauchans. En 2004, estrenó Palabras Verdaderas, sobre el escritor Mario Benedetti.
En 2013 estrenó en el Festival de Cine de Gramado su documental El padre de Gardel, sobre el coronel Carlos Escayola. Entre tanto participó de varias producciones uruguayas y de otros países, como ser: 20 años, 20 poemas, 20 artistas – Argentina 1999, Las Melillas – España 2006, El São Paulo – Brasil 2011 (producción local), Los sueños de Álvaro – Alemania 2006 (que se rodó en La Paz, Bolivia). En el año 2006 produjo y dirigió un programa de televisión para niños llamado La Banda, en Televisión Nacional de Uruguay.
Trabajó durante 29 años en Cinemateca Uruguaya, como integrante de la coordinación general de la institución, siendo uno de sus tres directores ejecutivos entre 1980 y 1984, y creando el Espacio Uruguay en 1991, único concurso nacional para obras audiovisuales terminadas del país. También creó la Escuela de Cinematografía en 1995, junto a Beatriz Flores. Desde 1992 y hasta 2021 dirigió Divercine, el Festival Internacional de Cine para Niños y Jóvenes del Uruguay, único festival del mundo que se llevó a varios países de América Latina y España, premio Morosoli de plata por su organización. También ha participado de foros internacionales sobre cine y TV para niños, como CIFEJ (Centro Internacional de Cine para Niños y Jóvenes), Prix Jeunesse Internacional, ALA, Summit International, creando CINIÑO en 2004, la Red Latinoamericana de Festivales de Cine para Niños.
En 2004 renuncia a su cargo en Cinemateca Uruguaya para integrarse a la productora Guazú Media, de Ivonne Ruocco, para crear en 2010 su propia empresa, llamada "La compañía del cine", en 2010, dedicada a la producción y distribución de contenidos audiovisuales.
En 2017 estrenó su cuarto documental llamado "libres en el sonido", sobre la compositora argentino/uruguaya Graciela Paraskevaídis, con estreno en varios países del continente americano y Europa.
Gana el premio Morosoli de plata a la Gestión Cultural en 2019, recibido de manos de Thomas Lowy. En 2022 le otorgan el Premio a la Trayectoria por el Ministerio de Educación y Cultura y el mismo premio por la Asociación de Críticos Cinematográficos del Uruguay, en diciembre de 2022.
Actualmente y desde 2007, programa y organiza Atlantidoc, el Festival
Internacional de Cine Documental de Uruguay. Participa también desde su creación de ASOPROD (Asociación de Productores y Realizadores de Cine y Vídeo).
Durante el año 2015 fue presidente de la Fundación Mario Benedetti.
Publicó el libro Diez años de vídeo uruguayo, 1985-1995, y más recientemente 30 años de Divercine, así como varias notas para prensa uruguaya y extranjera desde 1983. En el año 2013 participó en la edición del libro De Carlos Escayola a Carlos Gardel, elaborando su capítulo final. Y varios libros más, nacionales y extranjeros.
Ha sido jurado de varios concursos y festivales, nacionales e internacionales, tanto de cine como televisión desde Berlín a Sichuan. Asimismo ha representado a Uruguay en varios foros internacionales de cine y TV, siendo más de 90 festivales en los que ha participado.
En 2022 ganó el premio Justino Zavala Muniz para desarrollar un proyecto de realización de documental, o serie documental, sobre el presidente uruguayo del siglo XIX Máximo Santos, su próxima obra. En 2023 está trabajando en la producción de dos documentales en coproducción, uno dirigido por Miguel Presno "Memoria sumergida" y otro dirigido por Juan Pablo Lepra Oliver sobre su bisabuelo Félix Oliver, pionero del cine uruguayo.

## Entrevistas
- Entrevista realizada por el periodista Oscar Ranzani:[11]

- Entrevista realizada por la periodista Mariángel Solomita:[12]

- Entrevista realizada por la periodista Marian Solomita Chiarelli:[13]

- Entrevista realizada por el periodista Carlos Dopico en Telemundo:[14]

## Festivales
- DIVERCINE - Festival Internacional de Cine para Niños y Jóvenes:[7]

## Películas
- Documental: El Padre de Gardel:[15][16][17]

- Anuncio de la película El Padre de Gardel:[18]

- Comentario sobre la película El Niño y la Cometa:[19]

## Premios
- Premio Morosoli de Plata 2013 a la Cultura Uruguaya[20] otorgado por la Fundación Lolita Rubial,[21] en el rubro "Artes Escénicas / Imagen en Movimiento".[22][23]

- Premio Morosoli de Bronce 2014 a la Cultura Uruguaya otorgado por la Fundación Lolita Rubial, en el rubro "Artes Escénicas / Imagen en Movimiento".[24]

## Actividades recientes
- “Muestra-exposición de imágenes sobre la familia biológica de Carlos Gardel”, en el Centro de Fotografía[25] de la IMM, 7 de febrero – 5 de marzo de 2014.[26]